# Discografia dei Boyzone
La discografia dei Boyzone, una boy band irlandese, è composta da quattro album in studio, cinque raccolte, un box di singoli, diciannove singoli e dieci home video.
La band realizzò il suo singolo di debutto, una cover di Working My Way Back to You dei The Four Seasons, nel 1994 con Graham e Gately come voci principali e ottenne il terzo posto nella classifica dei singoli irlandese. Il loro secondo singolo, la cover degli Osmonds Love Me for a Reason, sbaragliò la classifica britannica ottenendo il secondo posto e fu incluso nel loro album di debutto Said and Done del 1995. L'album raggiunse il primo posto sia in Irlanda che nel Regno Unito. Il secondo album dei Boyzone, A Different Beat, venne pubblicato nel 1997 e conteneva un singolo primo in classifica nel Regno Unito, la cover di Words dei Bee Gees. L'album conteneva anche le hit A Different Beat e Isn't It a Wonder. Il loro terzo album in studio, Where We Belong, uscì nel 1998 e conteneva i successi All That I Need, Baby Can I Hold You e No Matter What, il singolo più venduto del gruppo. Nel 1999 pubblicarono la loro raccolta By Request, seguita da una pausa durante la quale ciascuno si dedicò a progetti da solista. Si riunirono nel settembre 2008 proponendosi con il singolo Love You Anyway, che raggiunse il quinto posto nella classifica del Regno Unito e divenne il loro diciassettesimo singolo consecutivo in patria a raggiungere le prime 5 posizioni.
Nell'ottobre del 2009 il membro della band Stephen Gately morì all'età di 33 anni mentre era in vacanza a Maiorca. Prima della sua scomparsa la band stava scrivendo e registrando un nuovo album. A seguito del doloroso evento, come anticipato dal leader Ronan Keating, il disco fu trasformato in un tributo a Gately. Uscì nel 2010 e includeva due nuove canzoni  incise dallo stesso Gately pochi giorni prima del suo decesso.

## Album

### Album in studio
| Anno | Dettagli Album                                                                                              | Posizione nelle classifiche | Posizione nelle classifiche | Posizione nelle classifiche | Posizione nelle classifiche | Posizione nelle classifiche | Posizione nelle classifiche | Posizione nelle classifiche | Posizione nelle classifiche | Posizione nelle classifiche | Posizione nelle classifiche | Certificazioni                               |
| Anno | Dettagli Album                                                                                              | IRL                         | AUS                         | AUT                         | FRA                         | GER                         | NL                          | NZ                          | SVE                         | SVI                         | UK                          | Certificazioni                               |
| ---- | --- | --------------------------- | --------------------------- | --------------------------- | --------------------------- | --------------------------- | --------------------------- | --------------------------- | --------------------------- | --------------------------- | --------------------------- | -------------------------------------------- |
| 1994 | Said and Done - Data di pubblicazione: 21 novembre 1994 - Etichetta: PolyGram - Formati: CD, LP             | 1                           | 49                          | —                           | —                           | 68                          | 41                          | —                           | —                           | 44                          | 1                           | - UK: 3× Platino - EU: Platino               |
| 1996 | A Different Beat - Data di pubblicazione: 28 ottobre 1996 - Etichetta: Polydor Records - Formati: CD        | 1                           | —                           | 40                          | 11                          | 47                          | 78                          | —                           | 44                          | 21                          | 1                           | - UK: 3× Platino - EU: Platino               |
| 1998 | Where We Belong - Data di pubblicazione: 25 maggio 1998 - Etichetta: Polydor Records - Formati: CD          | 1                           | 31                          | 40                          | 35                          | 14                          | 1                           | 1                           | 8                           | 8                           | 1                           | - UK: 5× Platino - EU: 2× Platino - AUS: Oro |
| 2010 | Brother - Data di pubblicazione: 8 marzo 2010 - Etichetta: Polydor Records - Formati: CD, download digitale | 1                           | 63                          | —                           | —                           | —                           | 69                          | 7                           | —                           | 88                          | 1                           |                                              |

### Raccolte
| 1999                          | By Request - Data di pubblicazione: 31 maggio 1999 - Etichetta: Universal Music - Formati: CD                                           | 1   | 3  | 4  | 4  | 3  | 1 | 4 | 5  | 1   | - UK: 6× Platino - EU: 3× Platino - AUS: Platino |
| 1999                          | ..Official Interview & CD ROM - Data di pubblicazione: 31 maggio 1999 - Etichetta: Universal Music / Megaworld - Formati: CD            | —   | —  | —  | —  | —  | — | — | —  | 79  |                                                  |
| 1999                          | The Singles Collection 1994-1999 - Data di pubblicazione: 29 novembre 1999 - Etichetta: Universal Music - Formati: CD-singles Box set   | —   | —  | —  | —  | —  | — | — | —  | 129 |                                                  |
| 2003                          | Ballads - The Love Song Collection - Data di pubblicazione: 17 marzo 2003 - Etichetta: Universal Music - Formati: CD, download digitale | 50  | —  | —  | 88 | 63 | — | — | —  | 6   | - UK: Oro                                        |
| 2006                          | Key to My Life: The Collection - Data di pubblicazione: 30 gennaio 2006 - Etichetta: Universal Music - Formati: CD, download digitale   | 100 | —  | —  | —  | —  | — | — | —  | —   |                                                  |
| 2008                          | Back Again... No Matter What - Data di pubblicazione: 13 ottobre 2008 - Etichetta: Universal Music - Formati: CD, download digitale     | 3   | 30 | 68 | 48 | —  | — | — | 92 | 4   |                                                  |
| 2008                          | B-Sides & Rarities - Data di pubblicazione: 13 ottobre 2008 - Etichetta: Polydor Records - Formati: CD, download digitale               | —   | —  | —  | —  | —  | — | — | —  | 34  |                                                  |
| "—": album non in classifica. | |     |    |    |    |    |   |   |    |     |                                                  |

## Singoli
| Anno | Titolo                            | Posizione nelle classifiche | Posizione nelle classifiche | Posizione nelle classifiche | Posizione nelle classifiche | Posizione nelle classifiche | Posizione nelle classifiche | Posizione nelle classifiche | Posizione nelle classifiche | Album                            |
| Anno | Titolo                            | UK                          | IRL                         | SVE                         | NOR                         | BEL                         | AUS                         | FRA                         | NLD                         | Album                            |
| ---- | --------------------------------- | --------------------------- | --------------------------- | --------------------------- | --------------------------- | --------------------------- | --------------------------- | --------------------------- | --------------------------- | -------------------------------- |
| 1994 | Working My Way Back to You        | -                           | 3                           | -                           | -                           | -                           | -                           | -                           | -                           |                                  |
| 1994 | Love Me for a Reason              | 2                           | 1                           | 28                          | 16                          | 12                          | 48                          | 28                          | 7                           | Said and Done                    |
| 1995 | Key to My Life                    | 3                           | 1                           | -                           | -                           | 23                          | -                           | -                           | 12                          | Said and Done                    |
| 1995 | So Good                           | 3                           | 1                           | -                           | 6                           | -                           | -                           | -                           | -                           | Said and Done                    |
| 1995 | Father and Son                    | 2                           | 1                           | 28                          | 8                           | 27                          | 2                           | 11                          | 7                           | Said and Done                    |
| 1996 | Coming Home Now                   | 4                           | 2                           | -                           | -                           | -                           | -                           | -                           | -                           | Said and Done                    |
| 1996 | Words                             | 1                           | 1                           | 4                           | 14                          | 16                          | -                           | 31                          | 15                          | A Different Beat                 |
| 1996 | A Different Beat                  | 1                           | 2                           | -                           | -                           | -                           | 42                          | -                           | 78                          | A Different Beat                 |
| 1997 | Isn't It a Wonder                 | 2                           | 3                           | 59                          | -                           | -                           | -                           | -                           | 65                          | A Different Beat                 |
| 1997 | Picture of You                    | 2                           | 2                           | 22                          | -                           | 19                          | 39                          | 15                          | 27                          | Where We Belong                  |
| 1997 | Baby Can I Hold You/Shooting Star | 2                           | 2                           | 12                          | -                           | -                           | -                           | 26                          | 43                          | Where We Belong                  |
| 1998 | All That I Need                   | 1                           | 1                           | 7                           | -                           | -                           | -                           | 91                          | 38                          | Where We Belong                  |
| 1998 | No Matter What                    | 1                           | 1                           | 2                           | 1                           | -                           | 2                           | 43                          | 1                           | Where We Belong                  |
| 1998 | I Love the Way You Love Me        | 2                           | 2                           | -                           | 16                          | 36                          | -                           | -                           | 39                          | Where We Belong                  |
| 1999 | When the Going Gets Tough         | 1                           | 2                           | -                           | -                           | -                           | -                           | 71                          | -                           | By Request                       |
| 1999 | You Needed Me                     | 1                           | 2                           | 21                          | 15                          | -                           | -                           | -                           | 16                          | By Request                       |
| 1999 | Everyday I Love You               | 3                           | 1                           | 13                          | 10                          | -                           | -                           | -                           | 34                          | The Singles Collection 1994-1999 |
| 2008 | Love You Anyway                   | 5                           | 3                           | -                           | 20                          | -                           | -                           | 16                          | -                           | Back Again... No Matter What     |
| 2008 | Better                            | 22                          | 10                          | -                           | -                           | -                           | -                           | -                           | -                           | Back Again... No Matter What     |
|      | Numeri 1                          | 6                           | 8                           | -                           | 1                           | -                           | —                           | -                           | 1                           |                                  |
|      | Top 10                            | 17                          | 19                          | 3                           | 4                           | -                           | 2                           | -                           | 3                           |                                  |
|      | Top 20                            | 17                          | 19                          | 5                           | 9                           | 3                           | 2                           | 3                           | 6                           |                                  |
|      | Top 40                            | 18                          | 19                          | 9                           | 9                           | 6                           | 3                           | 6                           | 10                          |                                  |

## Home Video
| Anno | Titolo |
| ---- | --- |
| 1995 | Said and Done - Data di pubblicazione: 16 ottobre 1995 - Etichetta: Polygram International - Formato: VHS                                                       |
| 1996 | Live At Wembley - Data di pubblicazione: 23 settembre 1996 - Etichetta: Polygram International - Formato: VHS                                                   |
| 1996 | Something Else - Data di pubblicazione: 29 settembre 1996 - Etichetta: Polygram International - Formato: VHS                                                    |
| 1998 | Live - Where We Belong - Data di pubblicazione: 16 novembre 1998 - Etichetta: Polygram International - Formato: VHS                                             |
| 1999 | By Request - Data di pubblicazione: 31 maggio 1999 - Etichetta: Polygram International - Formato: VHS                                                           |
| 2000 | Boyzone 2000 - Live At the Point - Data di pubblicazione: 17 aprile 2000 - Etichetta: Polygram International - Formato: VHS                                     |
| 2000 | Dublin - Live By Request - Data di pubblicazione: 20 novembre 2000 - Etichetta: Polygram International - Formato: DVD                                           |
| 2001 | Boyzone 2000 - Live At the Point (re-issue) - Data di pubblicazione: 17 settembre 2001 - Etichetta: Polygram International - Formato: DVD                       |
| 2008 | Live at the Point/Live at Wembley/Said and Done - Boxset (re-issues) - Data di pubblicazione: 26 maggio 2008 - Etichetta: Polygram International - Formato: DVD |
| 2008 | Back Again... No Matter What - Live 2008 - Data di pubblicazione: 13 ottobre 2008 - Etichetta: Universal Music - Formato: DVD                                   |